# 90a Brigada Mixta (Exèrcit Popular de la República)
La 90a Brigada Mixta va ser una unitat de l'Exèrcit Popular de la República creada durant la Guerra Civil Espanyola. Al llarg de la contesa va estar destinada al front de Guadalajara, sense tenir un paper rellevant.

## Historial
La unitat va ser creada al maig de 1937, en el front de Guadalajara, amb el batalló «Mangada» n. 15, el segon batalló de la 35a Brigada Mixta bis i dos batallons formats per reclutes. El primer comandant de la unitat va ser el major de milícies Arturo Zanoni Baniotto, amb el comunista Luis Díez Pérez de Ayala com a comissari polític. La unitat va quedar integrada en la 12a Divisió del IV Cos d'Exèrcit, cobrint el sector comprès entre Monte Trapero i el riu Sorbe. Durant la major part de la contesa va romandre al front de Guadalajara, sense intervenir en operacions militars de rellevància.
Al març de 1939, durant l'anomenat cop de Casado, alguns dels seus efectius van formar part de la potent columna que —al comandament del major de milícies Liberino González— va marxar sobre Madrid en suport de les forces «casadistes». Després del final dels combats va tornar al front de la Alcarria, on va romandre fins al final de la guerra.

## Comandaments
Comandants
- Major de milícies Arturo Zanoni Baniotto;
- Major de milícies José Sánchez Hernández;
- Major de milícies Cruz Nicolás Arévalo;

Comissaris
- Luis Díez Pérez de Ayala, del PCE;[4]
- M. Alcalá;
- Eduardo Pretel Guzmán;

Caps d'Estat Major
- capità José López Gento;
- capità José Alegre Ramos;